# Glaucopsyche arizonensis
Glaucopsyche arizonensis är en fjärilsart som beskrevs av Mcdunnough 1936. Glaucopsyche arizonensis ingår i släktet Glaucopsyche och familjen juvelvingar. Inga underarter finns listade i Catalogue of Life.